# 타임 (텔레비전 프로그램)
《타임》은 2011년 6월 2일에 방송한 MBC 창사 50주년 특별기획 다큐 시리즈로, 생활 풍속의 변화를 과거와 현재, 미래로 보여주는 다큐멘터리 프로그램이다.

## 방송 회차

### 2011년
| 회차 | 방송일   | 방송 내용                      | 내레이션 | 비고 |
| ---- | -------- | ------------------------------ | -------- | ---- |
| 1편  | 6월 2일  | 새드무비를 아시나요?           | 공효진   |      |
| 2편  | 6월 9일  | 돈                             | 박철민   |      |
| 3편  | 6월 16일 | 술에 대하여                    | 오달수   |      |
| 4편  | 6월 23일 | 류승완 감독의 간첩             | -        |      |
| 5편  | 6월 30일 | 비밀                           | 나문희   |      |
| 6편  | 7월 7일  | 전화, 나와 당신의 이야기       | 요조     |      |
| 7편  | 7월 14일 | 내 인생의 소리                 | 김세원   |      |
| 8편  | 7월 21일 | 영화감독 신수원의 여자만세     | -        |      |
| 9편  | 7월 28일 | 이명세 감독의 M                | -        |      |
| 10편 | 8월 4일  | 학교 너머 이야기 - 학교야 안녕 | 이영은   |      |

## 일부지방 자체방송
- MBC경남당신의 이야기 통
- 대전MBC대전MBC 시사플러스11:45 살 맛나는세상 스페설
- 목포MBC 시네마월드
- 부산MBC, 대구MBC휴먼다큐 열정
- 안동MBC세계 고산지대를 가다
- 울산MBC달팽이
- 전주MBC J
- 청주MBC충북 시사매거진, 창
- 충주MBC 시사 通
- 포항MBC인간과 바다의 공존

## 같이 보기
- 그때를 아십니까 - 1986~1987년, 1993년작
- 한국 100년 우리는 이렇게 살았다 - 1999년작